# Arctodiaptomus
Arctodiaptomus é um género de crustáceo da família Diaptomidae.
Este género contém as seguintes espécies:
- Arctodiaptomus burduricus[2]
- Arctodiaptomus euacanthus[3]
- Arctodiaptomus kamtschaticus[4]
- Arctodiaptomus michaeli[5]

O ITIS reconhece as espécies:
- Arctodiaptomus arapahoensis (Dodds, 1915)
- Arctodiaptomus dorsalis (Marsh, 1907)
- Arctodiaptomus floridanus (Marsh, 1926)
- Arctodiaptomus kurilensis Kiefer, 1937
- Arctodiaptomus novosibiricus Kiefer, 1971
- Arctodiaptomus saltillinus (Brewer, 1898)